# Twice as Much
Twice as Much (englisch für „Zweimal so viel“) nannte sich ein englisches Gesangsduo, bestehend aus David (Dave) Skinner (* 4. Juli 1946 in London) und seinem Schulfreund Andrew Rose (* 12. März). Mit Sittin’ on a Fence hatte das Duo 1966 einen Top-30-Hit in Großbritannien und in den Niederlanden.

## Bandgeschichte
Das Duo aus Skinner und Rose trat 1965 als Folk-Duo in Londoner Clubs auf. 1966 erhielten sie einen Plattenvertrag beim Immediate-Label, das dem Manager der Rolling Stones, Andrew Loog Oldham, gehörte. Von 1966 bis 1968 veröffentlichten Twice as Much Schallplatten bei Immediate. Stilistisch waren sie ein Harmoniegesang-Duo in der Tradition der Everly Brothers, ähnlich ihren erfolgreicheren Zeitgenossen Chad & Jeremy oder Peter & Gordon. Obwohl sie auch eigene Lieder schrieben, bestand ein großer Teil ihres Repertoires aus Coverversionen zeitgenössischer Hits in von Orchester begleiteten Arrangements im Barock-Pop-Sound, unter anderem von den Beatles, den Rolling Stones oder den Small Faces. Ihr größter Hit Sittin’ on a Fence war das Cover eines von Mick Jagger und Keith Richards geschriebenen und bis dahin unveröffentlichten Songs, den die Rolling Stones 1965 aufgenommen hatten, jedoch erst 1967 auf ihrer amerikanischen Langspielplatte Flowers herausbrachten. In den Niederlanden gelang Twice as Much mit der Eigenkomposition True Story ein Nachfolgehit. 
Nach 1968 verliert sich die Spur der beiden Musiker. Skinner tauchte 1972 in der Band Uncle Dog (mit Sängerin Carol Grimes und Gitarrist und Bassist John Porter) wieder auf, für deren Album Old Hat er die meisten Songs schrieb. Er spielte gemeinsam mit Porter für Bryan Ferry, unter anderem auf dessen erstem Soloalbum These Foolish Things. Gleichzeitig war er von 1973 bis 1977 Mitglied der Band Clancy. Mit Phil Manzanera war er im 801-Projekt aktiv und war 1979 Keyboarder auf einer Tournee von Roxy Music. Seit 1982 lebt er als Musikproduzent, Songwriter und Komponist von Filmmusik in Sydney.

## Diskografie

### Singles
- Sittin’ on a Fence / Baby I Want You (Immediate IM033)
- Step out of Line / Simplified (Immediate IM036)
- True Story / You’re So Good for Me (Immediate IM039)
- Crystal Ball / Why Can’t They All Go and Leave Me Alone (Immediate IM042)

### Alben
- 1967: Own Up (Immediate 007)
- 1968: That’s All (Immediate 013)
- 1999: Sittin’ on a Fence: The Immediate Anthology (Kompilation)